# Ekaterina Vaganova
Pour les articles homonymes, voir Vaganova.
Ekaterina Iourievna Vaganova (en russe : Екатерина Юрьевна Ваганова ; née le 9 janvier 1988 à Vilioutchinsk) est la championne du monde des danses standards et des danses latino-américaines. Elle a été deux fois championne de Russie, quatre fois championne d'Italie, deux fois vice-championne du World in Youth Latin, IDSF, finaliste des Championnats du Monde et d'Europe en IDSF, championne du Monde 2009 en IDSA et UDI versions et championne d'Europe WDC Latin 2009.

## Biographie
Ekaterina commence l'apprentissage de la danse à l'âge de 2 ans et demi à l'école de danse de la ville de Vilioutchinsk (Kamtchatka) et à 6 ans pratique les danses standards et les danses latino-américaines. À l'âge de 11 ans, sa famille déménage à Moscou.
Deux ans plus tard, dansant avec Aleksandr Ermatchenkov, Ekaterina devient Championne du Monde chez les Juniors dans le programme de 10 danses. Les mérites d'Ekaterina et Aleksandr sont récompensés par le Prix Exercise en 2001 pour leur contribution au développement de la danse sportive en Russie.
De 2004 à 2006, Ekaterina Vaganova danse avec Gabriele Goffredo et représente l'Italie. Ekaterina et Gabriele sont deux fois Vice-Champions du World in Youth Latin.
De 2006 à 2008, Ekaterina Vaganova se produit avec Andrea De Angelis. Après un an et demi de danse en couple, ils obtiennent la quatrième place aux Championnats du Monde et d'Europe en 2007 dans le programme de 10 danses. Ils sont aussi finalistes des Championnats Internationaux Under 21 (International Championship Under 21), Dutch Open Champions 2006 Under 21, septièmes au Blackpool Dance Festival Under 21 Latin.
En mars 2009, Ekaterina participe à l’émission Dancing with the Stars en Russie, en couple avec Kirill Pletnev et Iouri Askarov.
En plus des performances sportives, Ekaterina enseigne la danse en Russie, Italie, Espagne, Autriche et Ukraine. Plusieurs de ses élèves sont devenus des champions des championnats nationaux, finalistes des Championnats du Monde et finalistes du Blackpool Dance Festival.
En 2012, 2014, 2015, 2016 et 2017 elle participe à Ballando con le stelle en Italie.
Ekaterina parle italien, espagnol, anglais et russe.